# 篠原台町
篠原台町（しのはらだいまち）は、神奈川県横浜市港北区の町名。「丁目」のない単独行政地名。住居表示実施済区域。篠原地区にある多くの町が「篠原」と付くため、他の町と区別しやすくするため、通称「台町（だいまち）」と呼ばれている。

## 地理

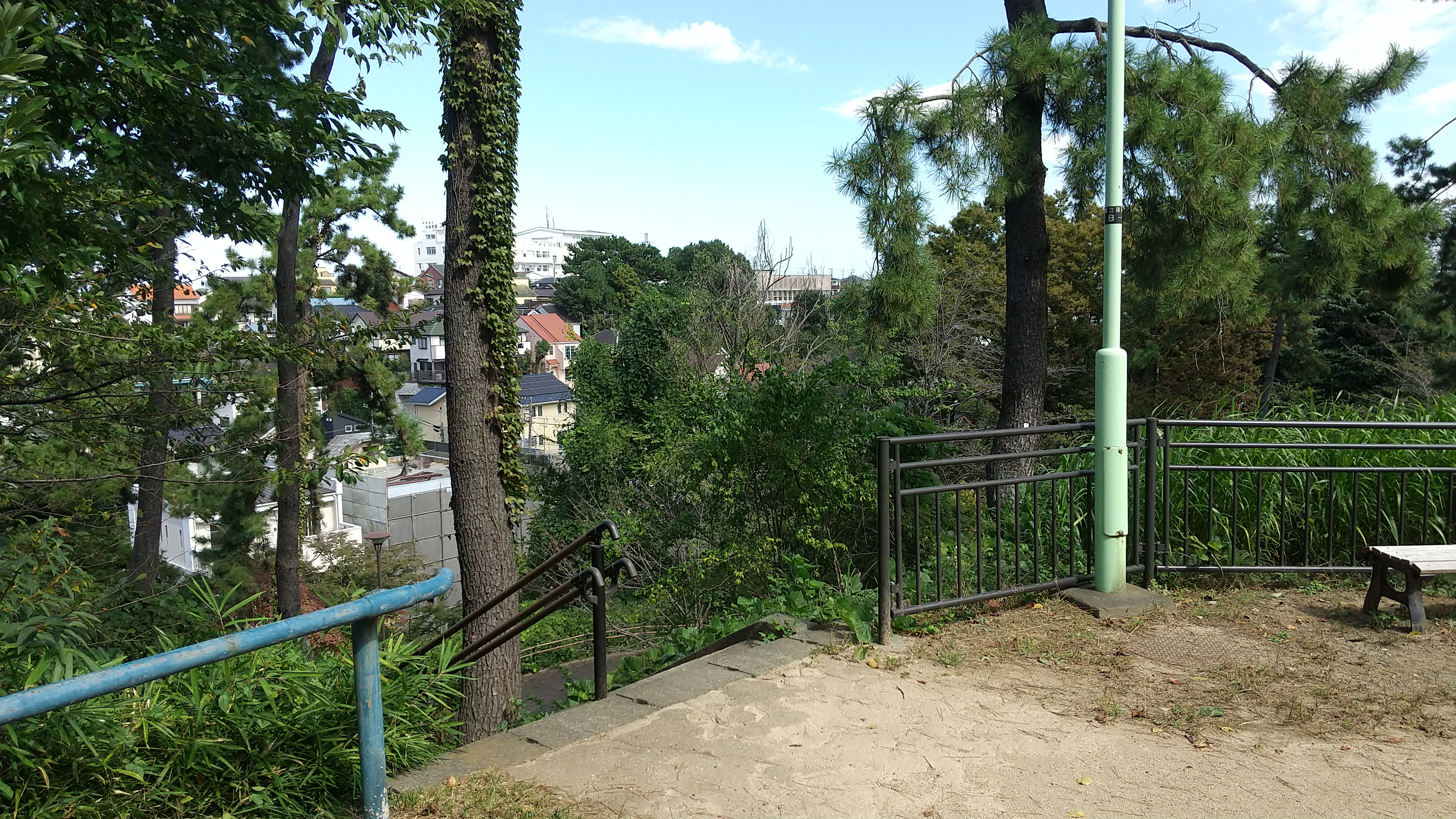
篠原園地

港北区の南東部に位置し、北に仲手原、西に篠原西町、東に神奈川区白幡町、南に神奈川区白楽と接している。

### 地価
住宅地の地価は、2024年（令和6年）7月1日の神奈川県地価調査によれば、篠原台町24-6の地点で37万8000円/m²となっている。

## 歴史

### 沿革
- 1970年（昭和45年）6月1日 - 住居表示の実施に伴い、篠原町、神奈川区白幡町の各一部をから篠原台町を新設[7]。
- 1994年（平成6年）11月6日 - 行政区の再編成に伴い、横浜市港北区篠原台町となる[8]。

## 世帯数と人口
2025年（令和7年）6月30日現在（横浜市発表）の世帯数と人口は以下の通りである。
| 町丁     | 世帯数    | 人口    |
| -------- | --------- | ------- |
| 篠原台町 | 1,400世帯 | 2,735人 |

### 人口の変遷
国勢調査による人口の推移。
| 年                 | 人口  |
| ------------------ | ----- |
| 1995年（平成7年）  | 2,514 |
| 2000年（平成12年） | 2,581 |
| 2005年（平成17年） | 2,538 |
| 2010年（平成22年） | 2,570 |
| 2015年（平成27年） | 2,781 |
| 2020年（令和2年）  | 2,800 |

### 世帯数の変遷
国勢調査による世帯数の推移。
| 年                 | 世帯数 |
| ------------------ | ------ |
| 1995年（平成7年）  | 1,103  |
| 2000年（平成12年） | 1,179  |
| 2005年（平成17年） | 1,172  |
| 2010年（平成22年） | 1,232  |
| 2015年（平成27年） | 1,347  |
| 2020年（令和2年）  | 1,393  |

## 学区
市立小・中学校に通う場合、学区は以下の通りとなる（2024年11月時点）。
| 番・番地等 | 小学校             | 中学校               |
| ---------- | ------------------ | -------------------- |
| 全域       | 横浜市立白幡小学校 | 横浜市立神奈川中学校 |

## 事業所
2021年（令和3年）現在の経済センサス調査による事業所数と従業員数は以下の通りである。
| 町丁     | 事業所数 | 従業員数 |
| -------- | -------- | -------- |
| 篠原台町 | 35事業所 | 339人    |

### 事業者数の変遷
経済センサスによる事業所数の推移。
| 年                 | 事業者数 |
| ------------------ | -------- |
| 2016年（平成28年） | 31       |
| 2021年（令和3年）  | 35       |

### 従業員数の変遷
経済センサスによる従業員数の推移。
| 年                 | 従業員数 |
| ------------------ | -------- |
| 2016年（平成28年） | 328      |
| 2021年（令和3年）  | 339      |

## 施設
- 篠原園地
- 横浜高等教育専門学校・清心女子高等学校

## その他

### 日本郵便
- 郵便番号 : 222-0024[3]（集配局：港北郵便局[18]）

### 警察
町内の警察の管轄区域は以下の通りである。
| 番・番地等 | 警察署     | 交番・駐在所 |
| ---------- | ---------- | ------------ |
| 全域       | 港北警察署 | 仲手原交番   |